# 王术君
王术君（1970年—），山东安丘人。汉族。中国人民银行总行金融研究所金融学专业毕业。
曾任中共贵州省安顺市委副书记，安顺市人民政府市长。
2013年，当选第十二届全国人民代表大会贵州地区代表。
2013年7月，贵州省纪委证实其涉嫌违纪接受组织调查。2013年11月30日，贵州省第十二届人大常委会第五次会议决定接受其辞去第十二届全国人民代表大会代表职务。2014年9月23日，遵义市人民检察院依法对其受贿一案向遵义市中级人民法院提起公诉。